# Badminton-Bundesliga 2007/08
Die Badminton-Bundesliga-Saison 2007/2008 bestand aus einer Vorrunde im Modus „Jeder gegen jeden“ mit Hin- und Rückspiel und einer Play-off- bzw. Play-down-Runde. In der Play-off-Runde traten der 1. und der 4. sowie der 2. und der 3. in einem Hin- und Rückspiel gegeneinander an. Die Sieger der beiden Partien ermittelten den Deutschen Meister, ebenfalls in einem Hin- und Rückspiel. Meister wurde der 1. BC Bischmisheim, der den 1. BC Beuel in beiden Finalspielen bezwang. Absteigen musste der VfB Friedrichshafen, der sich vor dem Start der Play-down-Finalspiele aus der Bundesliga zurückzog und die Finalrunde der Play-downs damit überflüssig machte. Den Aufstieg in die 1. Liga schaffte der Nordmeister BV Gifhorn.

## Vorrunde

### Endstand
| Platz | Verein                   | Punkte | Spiele |
| ----- | ------------------------ | ------ | ------ |
| 1.    | 1. BC Beuel              | 23:5   | 74:38  |
| 2.    | SG EBT Berlin            | 22:6   | 75:37  |
| 3.    | 1. BC Bischmisheim       | 20:8   | 75:37  |
| 4.    | FC Langenfeld            | 20:8   | 71:41  |
| 5.    | SC Union 08 Lüdinghausen | 13:15  | 51:61  |
| 6.    | VfB Friedrichshafen (N)  | 10:18  | 46:66  |
| 7.    | SV Fortuna Regensburg    | 3:25   | 29:83  |
| 8.    | VfL 93 Hamburg (N)       | 1:27   | 27:85  |

## Play-off-Runde

### Halbfinale
| Datum     | Gastgeber          | Gast               | Ergebnis                 |
| --------- | ------------------ | ------------------ | ------------------------ |
| 22.3.2008 | EBT Berlin         | 1. BC Bischmisheim | 4:4                      |
| 23.3.2008 | 1. BC Bischmisheim | EBT Berlin         | 5:3                      |
| 22.3.2008 | FC Langenfeld      | 1. BC Beuel        | 4:4                      |
| 23.3.2008 | 1. BC Beuel        | FC Langenfeld      | 8:0 (umgewertet von 3:5) |

### Finale
| Datum       | Gastgeber          | Gast               | Ergebnis |
| ----------- | ------------------ | ------------------ | -------- |
| 3. Mai 2008 | 1. BC Bischmisheim | 1. BC Beuel        | 6:2      |
| 4. Mai 2008 | 1. BC Beuel        | 1. BC Bischmisheim | 1:3      |

## Play-down-Runde

### Halbfinale
| Datum     | Gastgeber                | Gast                     | Ergebnis |
| --------- | ------------------------ | ------------------------ | -------- |
| 22.3.2008 | VfL 93 Hamburg           | SC Union 08 Lüdinghausen | 1:7      |
| 23.3.2008 | SC Union 08 Lüdinghausen | VfL 93 Hamburg           | 5:3      |
| 22.3.2008 | SV Fortuna Regensburg    | VfB Friedrichshafen      | 6:2      |
| 23.3.2008 | VfB Friedrichshafen      | SV Fortuna Regensburg    | 5:3      |

## Endstand
- 1. 1. BC Bischmisheim
(Jochen Cassel, Vladislav Druzchenko, Michael Fuchs, Kristof Hopp, Kęstutis Navickas, Marcel Reuter, Roman Spitko, Thomas Tesche, Xu Huaiwen, Johanna Persson)
- 2. 1. BC Beuel
(Marc Hannes, Ingo Kindervater, Ville Lång, Wu Yunyong, Marc Zwiebler, Elizabeth Cann, Birgit Overzier)
- 3. SG EBT Berlin
(Xuan Chuan, Tim Dettmann, Dieter Domke, Conrad Hückstädt, Karsten Lehmann, Michał Łogosz, Johannes Schöttler, Johannes Szilagyi, Nicole Grether, Janet Köhler, Joanne Nicholas, Juliane Schenk)
- 3. FC Langenfeld
(Matthias Bilo, Björn Joppien, Mike Joppien, Thorsten Hukriede, Przemysław Wacha, Wang Xu Yang, Andreas Wölk, Torsten Wölk, Kamila Augustyn, Carola Bott, Fabienne Deprez, Ella Diehl)